# سند اول بازل
بال۱ یا بازل ۱ یا توافقنامه بازل ۱۹۸۸ (به انگلیسی: Basel I به  فرانسوی: Bâle I) نشستی برای رایزنی بانک‌های مرکزی از سراسر جهان بود. در سال ۱۹۸۸، کمیته نظارت بر بانکداری بازل در شهر بازل سوئیس، مجموعه‌ای از الزامات سرمایه‌ای مورد نیاز برای بانک‌ها را منتشر کرد. که به عنوان توافقنامه ۱۹۸۸ بازل شناخته می‌شود. این سند در سال ۱۹۹۲ به‌طور قانونی در کشورهای گروه ده اجرایی شد. مجموعه‌ای از قوانین جدید، که به نام سند دوم بازل شناخته می‌شوند، بعدها به‌منظور جایگزین شدن با توافق‌نامه‌های بازل اول به وجود آمد. با این حال، برخی از آنها به دلیل اجازه دادن به بانک‌ها برای پذیرش انواع ریسک‌های اضافی مورد انتقاد قرار گرفتند، که به عنوان بخشی از علت ایجاد بحران مالی ۲۰۰۸–۲۰۰۷ مطرح شدند. در حقیقت، قانون‌گذاران بانکی در ایالات متحده موضعی را اتخاذ کردند که که یک بانک باید از مجموعه قوانینی (بازل اول یا بازل دوم) پیروی کند که رویکردی محافظه‌کارانه‌تر را برای بانک‌ها ارائه می‌دهد. به همین دلیل، پیش‌بینی می‌شد که تنها تعداد کمی از بانک‌های بزرگ ایالات متحده تحت قوانین سند بازل دوم فعالیت کنند، و بقیه تحت چارچوب بازل اول تنظیم قرار گیرند. سند سوم بازل در پاسخ به بحران مالی مطرح شد و توسعه یافت. این برنامه جایگزین بازل اول یا دوم نمی‌شود. اما بر موضوعات مختلفی تمرکز می‌کند که عمدتاً شامل میزان وجود ریسک ایجاد یک بحران بانکی می‌شود.
سند بازل اول بانک‌های جهانی را تشویق کرد تا به اعضای سازمان همکاری و توسعه اقتصادی و توافقنامه عمومی استقراض صندوق بین‌المللی پول وام بدهند، در حالی که وام به اشخاص غیرعضو این مؤسسات را منع می‌کند.

## پیش‌زمینه
کمیته در واکنش به انحلال آشفته بانک هرستات مستقر در کلن در سال ۱۹۷۴ تشکیل شد. در ۲۶ ژوئن ۱۹۷۴ تعدادی از بانک‌ها در ازای پرداخت‌های دلاری قابل تحویل در شهر نیویورک، مبالغی به مارک آلمان را به بانک هرستات واریز کردند. به دلیل تفاوت در مناطق زمانی، تأخیر در پرداخت دلار به بانک‌های طرف مقابل وجود داشت. در این دوره تأخیر، قبل از اینکه پرداخت‌های دلاری در نیویورک انجام شود، بانک هرستات توسط مقامات آلمانی منحل شد. این حادثه باعث شد که کشورهای گروه ده در اواخر سال ۱۹۷۴ کمیته بازل در مورد نظارت بانکی، تحت نظارت بانک تسویه حساب‌های بین‌المللی واقع در بازل، سوئیس تشکیل دهند.

## چهارچوب اصلی
سند اول بازل، عمدتاً بر ریسک اعتباری و دارائی‌های موزون شده به ریسک متمرکز است. دارایی‌های بانک‌ها بر اساس ریسک اعتباری در پنج دسته طبقه‌بندی شده‌اند که این طبقه‌ها شامل ریسک ۰ درصد (به عنوان مثال وجه نقد، شمش و بدهی کشور خود مانند اوراق خزانه)، ۲۰ درصد (اوراق بهادار مانند اوراق قرضه با پشتوانه رهنی دارای بالاترین رتبه در رتبه‌بندی اوراق قرضه)، ۵۰ درصد (اوراق قرضه درآمدی شهرداری‌ها و وام مسکن)، صد درصد (به عنوان مثال، اکثر اوراق مشارکت)، و برخی دارایی‌های بدون رتبه‌بندی می‌باشند. بانک‌هایی که دارای روابط بین‌المللی هستند ملزم به نگهداری سرمایه‌ای معادل ۸ درصد از دارائی‌های موزون به ریسک خود هستند.
نسبت سرمایه درجه یک  = نسبت سرمایه لایه ۱ / تمام دارائی‌های موزون شده به ریسک
نسبت کفایت سرمایه = (نسبت سرمایه لایه ۱ + نسبت سرمایه لایه ۲) / تمام دارائی‌های موزون شده به ریسک
نسبت اهرمی = کل سرمایه / میانگین کل دارایی‌ها
همچنین بانک‌ها باید تأمین مالی برون ترازنامه‌ای خود مانند اعتبارنامه، تعهدات استفاده نشده و ابزار مشتقه را گزارش کنند. همه موارد فوق در دارایی‌های دارای ریسک نقش دارند. این گزارش معمولاً به عنوان HC-R، برای شرکت‌های مادرتخصصی بانکی به بانک فدرال رزرو ارائه می‌شود و برای بانک‌ها فقط به عنوان RC-R، به دفتر حسابرسی و کنترل واحد پولی ارائه می‌شود.
از سال ۱۹۸۸ این چارچوب به تدریج در کشورهای عضو گروه ده معرفی شد که از سال ۲۰۱۳ شامل ۱۳ کشور بلژیک، کانادا، فرانسه، آلمان، ایتالیا، ژاپن، لوکزامبورگ، هلند، اسپانیا، سوئد، سوئیس، بریتانیا و ایالات متحده آمریکا می‌شود. همچنین بیش از ۱۰۰ کشور دیگر نیز، حداقل به‌طور اسمی، اصول مقرر در سند اول بازل را پذیرفته‌اند. اثربخشی این سند بر اساس اصول اجرا شده، در کشورهای عضو، متفاوت است.